# Spiegelfrequentie
De spiegelfrequentie is bij een superheterodyne ontvanger de frequentie, die gespiegeld ligt ten opzichte van de lokale oscillatorfrequentie fLO.
Voor de te ontvangen frequentie geldt:
fgewenst = fLO − fMF
De spiegelfrequentie is 
fspiegel = fLO + fMF
Zonder verdere maatregelen zouden beide frequenties met dezelfde gevoeligheid worden ontvangen. Een preselectiefilter zorgt er in een superheterodyne ontvanger voor dat de spiegelfrequentie onderdrukt wordt.
Tegenwoordig bestaan er ook ontvanger-IC's die voor spiegelfrequentieonderdrukking zorgen, met behulp van een zogenaamde I/Q-mixer. Daarbij wordt het te ontvangen hoogfrequentsignaal met een lokaal oscillatorsignaal (I) en met een 90° verschoven oscillatorsignaal (Q) gemengd.
Het faseverschil van mengproduct van lokale oscillator en spiegelfrequentie in de I- en de Q-uitgang is verschillend van die van het mengproduct van de te ontvangen frequentie in de I- en Q-uitgang.
Als de fase van het spiegelmengproduct in het Q-kanaal 90° voorijlt op dat in het I-kanaal, dan ijlt de fase van het gewenste signaalmengproduct 90° na in het Q-kanaal. Door een extra faseverschil van 90° tussen de I- en Q-kanalen te introduceren, en de signalen van elkaar af te trekken, kan de spiegelfrequentie onderdrukt worden.

## Voorbeeld

Filter - dit wordt geblokkeerd
Filter - dit wordt doorgelaten
Superheterodyneschakeling
(zwarte lijn) Ontvangen frequentie
(groene lijn) Door filter geblokkeerde frequentie. De groene lijn toont wat er gebeurd zou zijn als het filter er niet was.

Als we in de FM-band een zender op frequentie 100,0 MHz willen ontvangen, is de lokale oscillator ingesteld op 110,7 MHz bij de gebruikelijke middenfrequentie van 10,7 MHz. De spiegelfrequentie ligt dan op 121,4 MHz.
Overigens kunnen spiegel en te ontvangen frequentie qua ligging ook verwisseld zijn, dus de te ontvangen frequentie boven de lokale oscillatorfrequentie en de spiegelfrequentie er onder.
In de afbeelding wordt getoond dat een groot aantal zenders met verschillende frequenties op de antenne-ingang binnenkomt (A).
Allereerst wordt met een ingangsfilter (B) de gewenste frequentie (in dit geval 100 MHz) doorgelaten.
Merk op dat dit filter geen scherpe begrenzing heeft, er is een geleidelijke overgang van groen naar rood. Een scherpe begrenzing is hier niet nodig, het belangrijkste is dat de spiegelfrequentie (in dit geval 121,4) geblokkeerd wordt.
Met de superheterodyneschakeling (C) wordt het verschil bepaald van de ontvangen frequenties en de oscilatorfrequentie (110,7). 
De gewenste frequentie is nu 10,7 MHz. 
Was de spiegelfrequentie niet uitgefilterd, dan zou die ook 10,7 MHz zijn geworden.
Met de afstemkring (D) wordt alleen de gewenste zender doorgelaten.
Dit is een smal filter met een scherpe begrenzing.

### Afstemmen
Willen we een andere zender ontvangen, dan geschiedt dat niet (zoals bij de rechtuitontvanger) door de afstemkring (D) te veranderen.
De afstemkring bestaat namelijk uit een groot aantal instelbare spoelen en condensatoren. 
Deze zijn in de fabriek nauwkeurig op 10,7 MHz afgeregeld en kunnen niet zomaar bijgesteld worden.
In plaats daarvan wordt de oscillatorfrequentie veranderd. 
Hierdoor zal de superheterodyneschakeling (C) een andere frequentie omzetten naar 10,7 MHz.
Bovendien moet het ingangsfilter (B) worden bijgesteld, doch dat hoeft niet zeer nauwkeurig te gebeuren, het is voldoende de spiegelfrequentie te blokkeren.